# Liebigkoeler

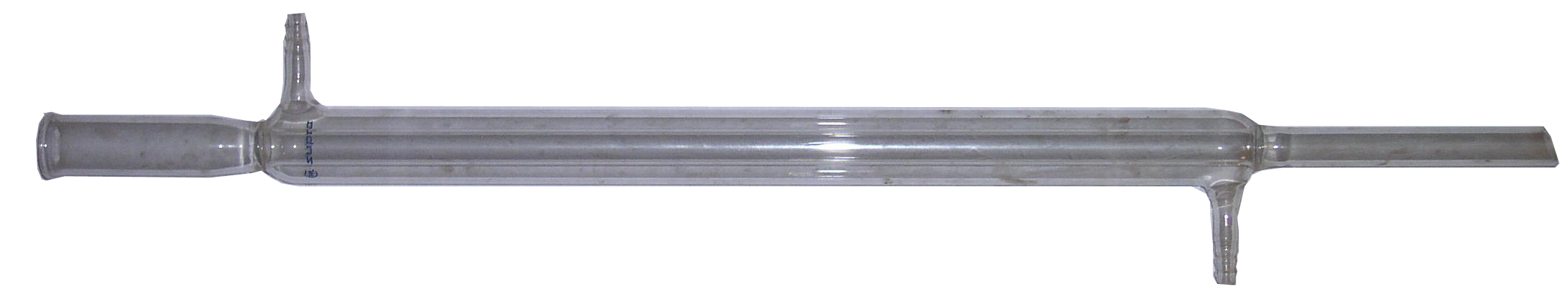
Liebigkoeler
Links: dampaanvoer, rechts: condensaatafvoer, onderaan: koudwateraanvoer, bovenaan: warmwaterafvoer

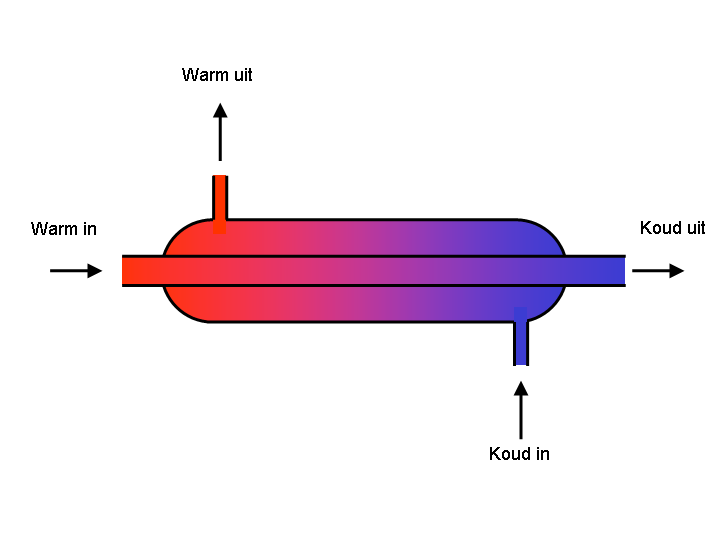
Liebigkoeler, schematisch

Een liebigkoeler is een instrument dat in het laboratorium wordt gebruikt om een warme, vloeibare of gasvormige substantie af te koelen of te condenseren. De mantel van de liebigkoeler wordt aan de rechter onderkant gevuld met koud water. Dit loopt naar de bovenzijde en gaat zo terug naar de gootsteen. In de mantel zit een al dan niet spiraalvormige binnenbuis waar de damp die gecondenseerd moet worden doorheen wordt geleid, tegen de richting in van het koude water in (tegenstroomprincipe). Het condensaat druppelt dan aan de rechterkant uit de koeler.  De koeler wordt meestal een beetje schuin gebruikt, met de koude kant iets lager dan de warme kant.
De liebigkoeler is genoemd naar baron Justus von Liebig.